# Acacia leptostachya
Acacia leptostachya é uma espécie de leguminosa do gênero Acacia, pertencente à família Fabaceae.